# Жизнь Ленина

Волнения в Казанском университете 1887 года. Иллюстрация советского графика О. Г. Верейского для книги «Жизнь Ленина»

«Жизнь Ленина» — повесть Марии Павловны Прилежаевой о жизни основателя Советского государства Владимире Ильиче Ульянове-Ленине, художественная биография для детей. Повесть была переведена на множество языков мира, а также включена в школьную программу большинства стран социалистического лагеря. Предназначалась для младшего и среднего школьного возраста. Иллюстрации к книге были сделаны известным советским графиком Орестом Верейским.

## Сюжет
Книга повествует о всей жизни Ленина: о его детстве и юности, об основных этапах его революционной деятельности, о руководстве страной после победы Октябрьской революции, вплоть до болезни и смерти.

## История создания
Впервые была издана в СССР в 1970 году. В СССР издавалась практически каждый год до 1990 года на разных языках (в том числе на английском, французском, испанском и др.). В 1971 году за книгу «Жизнь Ленина» автор получила Государственную премию РСФСР им. Н. К. Крупской.

## Интересные факты
- В книге несколько раз упоминается (в отрицательном контексте) Троцкий и только один раз (вскользь) упоминается Сталин.
- Книга часто использовалась в качестве подарка для советских школьников, вступающих в ряды Всесоюзной пионерской организации имени В. И. Ленина.